# Velký Luh (železniční zastávka)
Velký Luh je železniční zastávka na trati Tršnice – Luby u Chebu v obci Velký Luh. Zastávka byla otevřena v roce 2019, a tím nahradila dosavadní nádraží Velký Luh. 

## Vznik a popis
S vybudováním zastávky se počítalo již na konci roku 2018, stavební práce se rozběhly v roce 2019.[zdroj?] Původní název, který zastávka měla nést, byl Velký Luh obec. Zastávka byla vybudována z důvodu lepší vlakové dostupnosti, jelikož se nachází přímo v obci, na rozdíl od bývalého nádraží, které je umístěno na kraji obce v lese.[zdroj?]
Zastávka je vybavena přístřeškem, který je chráněn pouze shora a z jedné strany. Nástupiště je tvořeno betonovými panely, s vodicí linií a signálním pásem pro nevidomé. Je zde instalováno osvětlení. Nenachází se zde žádná informační tabule, rozhlas ani jiné služby pro cestující.[zdroj?]